# Ypsolopha helva
Ypsolopha helva là một loài bướm đêm thuộc họ Ypsolophidae. Nó được tìm thấy ở tây bắc Trung Quốc.
Chiều dài cánh trước là 6.7 mm.